# Roman Eriomenko
Roman Alekseevici Eriomenko (rusă: Рома́н Алексеевич Ерёменко, ucraineană: Роман Олексійович Єременко) (n. 19 martie 1987, Moscova, Uniunea Sovietică) este un fotbalist finlandez.